# O Velho Francisco
"O Velho Francisco" é uma canção do cantor e compositor brasileiro Chico Buarque, lançada em 1987, servindo como primeira faixa do álbum Francisco.

## Composição
A letra de O Velho Francisco fala sobre um ex-escravo idoso e adoecido, que conta suas lembranças, suas experiências de vida, acontecimentos do qual participou e de todos os bens que conquistou e que perdeu, sendo que no momento da canção ele está tão velho que nem sua memória lhe resta mais.

## Videoclipe
Um videoclipe para a canção foi gravado em 1987, com direção de Roberto Talma.

## Legado
Segundo Chico, esta canção o inspirou a escrever o romance Leite Derramado, pela editora Companhia das Letras, tendo recordado da música após ouvir a regravação de Mônica Salmaso em 2008.

## Créditos
Créditos adaptados do Discos do Brasil.
- Chico Buarque – Composição e Violão Gibson
- Cristovão Bastos – Piano, Teclados e Arranjos
- Frederick Stephani – Viola de Arco
- Arlindo Figueiredo Penteado – Viola de Arco
- Jorge Kundert Ranevsky (Iura) – Violoncelo
- Jorge Faini – Violino
- Hindemburgo Vitoriano Borges Pereira – Viola de Arco
- João Daltro de Almeida – Violino
- Bernardo Bessler – Violino
- Joãozinho – Congas
- Augusto Arid – Caxixi, guiro e xequerê
- Alfredo Vidal – Violino
- Wilson das Neves – Bateria
- Zeca Assumpção – Contrabaixo
- José Alves da Silva – Violino
- Walter Hack – Violino
- Léo Fabrício Ortiz – Violino
- Luiz Cláudio Ramos – Guitarra
- Luiz Fernando Zamith – Violoncelo
- Giancarlo Pareschi – Violino
- Aizik Meilach Geller – Violino
- Carlos Eduardo Hack – Violino
- Paschoal Perrota – Violino
- Alceu de Almeida Reis – Violoncelo
- Márcio Eymard Mallard – Violoncelo
- Michel Bessler – Violino
- Jesuína Noronha Passaroto – Viola de Arco
- Alberto Rosenblit – Programação de Teclados